# New Galloway
New Galloway (in gaelico scozzese: Baile Ur Ghall-Ghaidhealaibh) è una località (e un tempo burgh) della Scozia sud-occidentale, facente parte dell'area amministrativa del Dumfries e Galloway e situata nella valle del Water of Ken e all'interno del Galloway Forest Park .

## Geografia fisica
New Galloway si trova nella parte meridionale del Dumfries e Galloway, a pochi chilometri dalla costa che si affaccia sul Solway Firth  e a circa un miglio a nord del Loch Ken ed è situata a circa metà strada tra le località di Newton Stewart e Dumfries (rispettivamente a nord-est della prima e ad ovest della seconda) .

## Storia
I primi insediamenti nella zona risalgono almeno alla fine del XIII secolo.
La località conobbe uno sviluppo architettonico nel corso del XVII secolo, grazie ad un piano urbanistico del visconte di Kenmure, che conferì a New Galloway l'aspetto attuale.
Nel 1630, fu concesso a New Galloway lo status di burgh.

## Monumenti e luoghi d'interesse

### Architetture religiose
- Kells Parish Church, risalente al 1822[1]

### Architetture militari
- Kenmure Castle[1]